# Жизненный цикл программного обеспечения
Жизненный цикл программного обеспечения (ПО) — период времени, который начинается с момента принятия решения о необходимости создания программного продукта и заканчивается в момент его полного изъятия из эксплуатации.
Частный случай жизненного цикла системы (в данном случае программной системы).

## Стандарты жизненного цикла ПО
- ГОСТ Р 59793-2021 (введен в РФ вместо ГОСТ 34.601-90, который утратил силу с 01.12.2023)
- ISO/IEC 15288:2015 Systems and software engineering — System life cycle processes
- ISO/IEC/IEEE 12207:2017 System and software engineering — Software life cycle processes
- ISO/IEC/IEEE 24748-1:2024 Systems and software engineering — Life cycle management — Part 1: Guidelines for life cycle management

## Стандарт ГОСТ 34.601-90 (утратил силу в РФ с 01.12.2023)
Стандарт ГОСТ 34.601-90 предусматривал следующие стадии и этапы создания автоматизированной системы (АС):
1. Формирование требований к АС
  1. Обследование объекта и обоснование необходимости создания АС
  2. Формирование требований пользователя к АС
  3. Оформление отчета о выполнении работ и заявки на разработку АС
2. Разработка концепции АС
  1. Изучение объекта
  2. Проведение необходимых научно-исследовательских работ
  3. Разработка вариантов концепции АС и выбор варианта концепции АС, удовлетворяющего требованиям пользователей
  4. Оформление отчета о проделанной работе
3. Техническое задание
  1. Разработка и утверждение технического задания на создание АС
4. Эскизный проект
  1. Разработка предварительных проектных решений по системе и её частям
  2. Разработка документации на АС и её части
5. Технический проект
  1. Разработка проектных решений по системе и её частям
  2. Разработка документации на АС и её части
  3. Разработка и оформление документации на поставку комплектующих изделий
  4. Разработка заданий на проектирование в смежных частях проекта
6. Рабочая документация
  1. Разработка рабочей документации на АС и её части
  2. Разработка и адаптация программ
7. Ввод в действие
  1. Подготовка объекта автоматизации
  2. Подготовка персонала
  3. Комплектация АС поставляемыми изделиями (программными и техническими средствами, программно-техническими комплексами, информационными изделиями)
  4. Строительно-монтажные работы
  5. Пусконаладочные работы
  6. Проведение предварительных испытаний
  7. Проведение опытной эксплуатации
  8. Проведение приёмочных испытаний
8. Тестирование АС.
9. Сопровождение АС.
  1. Выполнение работ в соответствии с гарантийными обязательствами
  2. Послегарантийное обслуживание

Эскизный, технический проекты и рабочая документация — это последовательное построение все более точных проектных решений. Допускается исключать стадию «Эскизный проект» и отдельные этапы работ на всех стадиях, объединять стадии «Технический проект» и «Рабочая документация» в «Технорабочий проект», параллельно выполнять различные этапы и работы, включать дополнительные.

## Стандарт ГОСТ Р ИСО/МЭК 12207 (ISO/IEC 12207)
Федеральным агентством по техническому регулированию и метрологии РФ 01.03.2012 г. взамен ГОСТ Р ИСО/МЭК 12207-99 принят стандарт ГОСТ Р ИСО/МЭК 12207-2010 «Информационная технология. Системная и программная инженерия. Процессы жизненного цикла программных средств», идентичный международному стандарту ISO/IEC 12207:2008 «System and software engineering — Software life cycle processes».
Данный стандарт, используя устоявшуюся терминологию, устанавливает общую структуру процессов жизненного цикла программных средств, на которую можно ориентироваться в программной индустрии. Стандарт определяет процессы, виды деятельности и задачи, которые используются при приобретении программного продукта или услуги, а также при поставке, разработке, применении по назначению, сопровождении и прекращении применения программных продуктов.

## Процессы жизненного цикла ПО
Стандарт группирует различные виды деятельности, которые могут выполняться в течение жизненного цикла программных систем, в семь групп процессов. Каждый из процессов жизненного цикла в пределах этих групп описывается в терминах цели и желаемых выходов, списков действий и задач, которые необходимо выполнять для достижения этих результатов.
- процессы соглашения — два процесса;
- процессы организационного обеспечения проекта — пять процессов;
- процессы проекта — семь процессов;
- технические процессы — одиннадцать процессов;
- процессы реализации программных средств — семь процессов;
- процессы поддержки программных средств — восемь процессов;
- процессы повторного применения программных средств — три процесса.
- Основные:
  - Приобретение (действия и задачи заказчика, приобретающего ПО)
  - Поставка (действия и задачи поставщика, который снабжает заказчика программным продуктом или услугой)
  - Разработка (действия и задачи, выполняемые разработчиком: создание ПО, оформление проектной и эксплуатационной документации, подготовка тестовых и учебных материалов и т. д.)
  - Эксплуатация (действия и задачи оператора — организации, эксплуатирующей систему)
  - Сопровождение (действия и задачи, выполняемые сопровождающей организацией, то есть службой сопровождения). Сопровождение — внесение изменений в ПО в целях исправления ошибок, повышения производительности или адаптации к изменившимся условиям работы или требованиям.
- Вспомогательные
  - Документирование (формализованное описание информации, созданной в течение ЖЦ ПО)
  - Управление конфигурацией (применение административных и технических процедур на всем протяжении ЖЦ ПО для определения состояния компонентов ПО, управления его модификациями).
  - Обеспечение качества (обеспечение гарантий того, что ИС и процессы её ЖЦ соответствуют заданным требованиям и утверждённым планам)
  - Верификация (определение того, что программные продукты, являющиеся результатами некоторого действия, полностью удовлетворяют требованиям или условиям, обусловленным предшествующими действиями)
  - Аттестация (определение полноты соответствия заданных требований и созданной системы их конкретному функциональному назначению)
  - Совместная оценка (оценка состояния работ по проекту: контроль планирования и управления ресурсами, персоналом, аппаратурой, инструментальными средствами)
  - Аудит (определение соответствия требованиям, планам и условиям договора)
  - Разрешение проблем (анализ и решение проблем, независимо от их происхождения или источника, которые обнаружены в ходе разработки, эксплуатации, сопровождения или других процессов)
- Организационные
  - Управление (действия и задачи, которые могут выполняться любой стороной, управляющей своими процессами)
  - Создание инфраструктуры (выбор и сопровождение технологии, стандартов и инструментальных средств, выбор и установка аппаратных и программных средств, используемых для разработки, эксплуатации или сопровождения ПО)
  - Усовершенствование (оценка, измерение, контроль и усовершенствование процессов ЖЦ)
  - Обучение (первоначальное обучение и последующее постоянное повышение квалификации персонала)

Каждый процесс включает ряд действий. Например, процесс приобретения охватывает следующие действия:
1. Инициирование приобретения
2. Подготовка заявочных предложений
3. Подготовка и корректировка договора
4. Надзор за деятельностью поставщика
5. Приёмка и завершение работ

Каждое действие включает ряд задач. Например, подготовка заявочных предложений должна предусматривать:
1. Формирование требований к системе
2. Формирование списка программных продуктов
3. Установление условий и соглашений
4. Описание технических ограничений (среда функционирования системы и т. д.)

## Стадии жизненного цикла ПО, взаимосвязь между процессами и стадиями
Модель жизненного цикла ПО — структура, определяющая последовательность выполнения и взаимосвязи процессов, действий и задач на протяжении жизненного цикла. Модель жизненного цикла зависит от специфики, масштаба и сложности проекта и специфики условий, в которых система создается и функционирует.
Стандарт ГОСТ Р ИСО/МЭК 12207-2010 не предлагает конкретную модель жизненного цикла. Его положения являются общими для любых моделей жизненного цикла, методов и технологий создания ИС. Он описывает структуру процессов жизненного цикла, не конкретизируя, как реализовать или выполнить действия и задачи, включенные в эти процессы.
Модель ЖЦ ПО включает в себя:
1. Стадии;
2. Результаты выполнения работ на каждой стадии;
3. Ключевые события — точки завершения работ и принятия решений.

Стадия — часть процесса создания ПО, ограниченная определёнными временными рамками и заканчивающаяся выпуском конкретного продукта (моделей, программных компонентов, документации), определяемого заданными для данной стадии требованиями.
На каждой стадии могут выполняться несколько процессов, определённых в стандарте ГОСТ Р ИСО/МЭК 12207-2010, и наоборот, один и тот же процесс может выполняться на различных стадиях. Соотношение между процессами и стадиями также определяется используемой моделью жизненного цикла ПО.